# Tỉnh Nam, Liban
Nam (tiếng Ả Rập: الجنوب; al-Janub) là tỉnh (muhafazah) của Liban, giáp biên giới với quận Bắc của Israel. Tỉnh lỵ là Sidon. Diện tích của tỉnh là 929,6 km².

## Địa lý
Tỉnh Nam có điểm thấp nhất là ngang mực nước biển; điểm cao nhất là 1.000 m. Vào mùa đông, nhiệt độ có thể hạ xuống mức 4 °C, có mưa nhiều và tuyết rơi ở những nơi cao. Mùa hè ẩm; nhiệt độ có thể lên đến 30 °C tại các vùng ven biển. Tỉnh này có một số con sông: Litani, Zahrani, Naqura, Awali, Qasmiye và Hasbani. Tỉnh Nam nổi tiếng với các nông trại trồng cam chanh và chuối.

## Quận
Tỉnh Nam được phân làm ba quận (qadaa), gồm 138 thành phố:
| STT | Quận              | Quận lỵ | Số thành phố |
| --- | ----------------- | ------- | ------------ |
| 1   | Sidon (Saida)     | Sidon   | 45           |
| 2   | Týros (Tyr, Sour) | Týros   | 58           |
| 3   | Jezzine           | Jezzine | 35           |

## Điểm tham quan
Tỉnh Nam có nhiều địa điểm tham quan, trong đó có các bãi biển hoang sơ cát trắng nằm ở phía nam thành phố Týros. Du khách có thể đến thăm các khu chợ (pazar) từ thời Ottoman hay thư giãn cả ngày dài tại nhà hàng hải sản trông ra Địa Trung Hải. Mỗi năm ở Týros có tổ chức lễ hội thu hút nhiều du khách.